# Unión por la Regeneración de Rusia
La Unión por la Regeneración de Rusia fue una organización política clandestina antibolchevique creada por diversas fuerzas políticas rusas en la primavera de 1918 para oponerse al Gobierno encabezado por Lenin y controlado por bolcheviques y socialrevolucionarios de izquierda. Agrupó a políticos del Partido Constitucional Democrático (KD, kadetes), socialrevolucionarios (SR, eseristas) y socialistas populares (NS, enesy o enesistas).
La organización mantuvo contactos con otras organizaciones clandestinas y agrupó a elementos de la izquierda y la derecha políticas de Rusia. La organización desapareció como coalición de fuerzas en 1919, cuando destacados miembros de la izquierda partieron al exilio tras la instauración del Gobierno de Aleksandr Kolchak en Siberia.

## Antecedentes
Las coaliciones entre socialistas y burgueses se habían probado ya durante los tres gabinetes mixtos del Gobierno Provisional de 1917. A pesar de aprobar las dos partes la alianza en el Consejo de Ministros, sus posturas políticas en asuntos sociales o política exterior eran muy diferentes y habían producido grandes dificultades de entendimiento. Incluso mostrándose moderados los dirigentes socialistas y acabar apoyando la Ofensiva Kérenski, los kadetes continuaron su derechización y alejamiento de los socialistas durante el verano. El Partido Constitucional Democrático se hallaba cada vez más dividido entre moderados, que intentaban mantener el entendimiento con los socialistas moderados, y la fracción derechista, cada vez más opuesta a la cooperación con estos. El segundo gabinete de coalición surgido tras las crisis del verano se caracterizó por la parálisis y las falta de medidas legislativas, que se pospusieron hasta la reunión de la Asamblea Constituyente Rusa. El apoyo de la derecha al fallido y contrarrevolucionario golpe de Kornílov destruyó la posibilidad de mantener la coalición entre socialistas y burgueses. El golpe aceleró la descomposición del Partido Social-Revolucionario (PSR), uno de los pilares de la coalición de gobierno con los burgueses, que se mostró muy dividido sobre la conveniencia de formar una nueva coalición. Mientras los más izquierdistas se acercaban cada vez más a la posición de los bolcheviques, Chernov y sus partidarios se oponían al mantenimiento de la alianza con los kadetes, y el ala más conservadora, representada por Nikolái Avkséntiev, defendía la continuación de la coalición. A pesar de que los partidarios del pacto lograron la formación de un tercer gabinete de coalición en la Conferencia Democrática, su prestigio y fuerza eran tan escasos que apenas lograron oponerse a la toma del poder por los bolcheviques semanas más tarde.
La revolución bolchevique aceleró la división en los partidos que habían apoyado la coalición social-burguesa: el PSR se dividió en dos y apareció el nuevo Partido Socialrevolucionario de Izquierda, que formó un Gobierno de coalición con los bolcheviques en diciembre, el Partido Menchevique también se polarizó entre radicales (mayoritarios entonces) y moderados, lo mismo sucedió con los kadetes.
La violenta disolución de la Asamblea Constituyente Rusa por los bolcheviques en enero de 1918 y el asesinato de dos exministros kadetes aceleró la formación de organizaciones clandestinas de oposición al Gobierno conduciendo al estallido de la Guerra civil rusa. Una de las primeras organizaciones fue el llamado «Centro de Derecha», que defendió un acercamiento a Alemania para acabar con el Gobierno bolchevique (Sovnarkom), en vano. Alemania no se mostró interesada en defender a la derecha rusa, considerada débil y favorable a los Aliados.

## Formación de la Unión
Las conversaciones entre kadetes, socialrevolucionarios y socialistas populares comenzaron en Moscú en marzo de 1918. La iniciativa provino de los últimos, que gracias a su paciencia e insistencia lograron crear la nueva formación, tras largas e infructuosas negociaciones. Los socialistas populares decidieron que los futuros miembros de la Unión podían ingresar en ella a título personal y no necesariamente como representantes oficiales de sus formaciones políticas. En la Unión ingresaron personalidades de los socialrevolucionarios que ya no desempeñaban cargos importantes pero se habían mostrado muy favorables a la cooperación con la burguesía, como Avkséntiev o Catalina Breshko-Breshkóvskaya, de la fracción derechista del PSR, prácticamente todo el comité central de los socialistas populares, importantes figuras del ala izquierda de los kadetes como Ástrov o Schepkin y grupúsculos mencheviques como el de Gueorgui Plejánov (Yedinstvo) y Aleksandr Potrésov. La Unión se creó finalmente a mediados de abril, pero no nació como una organización muy cohesionada. No era un partido político, sino una coalición de figuras políticas importante por los contactos que podían aportar los distintos miembros con las distintas fuerzas sociales y militares rusas.

## Posición de la Unión
La Unión reunió a políticos de diversas formaciones: demócratas constitucionales (KD, kadetes), socialrevolucionarios (SR) y socialistas populares (NS), además de oficiales del Ejército. Su alianza, opuesta al gobierno bolchevique, Sovnarkom, ansiaba mantener las medidas de la Revolución de Febrero, pero anular las de Octubre. El intento de volver al periodo interrevolucionario devolvió a la Unión los problemas que ya había tenido que afrontar el desaparecido Gobierno provisional ruso en 1917. Sus principales figuras habían sido firmes defensores de Aleksandr Kérenski.
El principal objetivo de la organización, en la primavera de 1918, fue el de recabar apoyo financiero y militar de los Aliados para los alzamientos antibolcheviques planificados para el verano, así como acordar la composición de un Gobierno alternativo al bolchevique que pudiese ser reconocido y auxiliado por la Entente. El programa de la Unión se resumía en los siguientes puntos:
- Restauración del poder del Estado en Rusia basado en la voluntad popular y la democracia.
- Recuperación de los territorios perdidos y defensa de la nación.
- Reunificación de Rusia con la ayuda de los Aliados, reconstitución del Ejército y continuación de la guerra contra Alemania.
- Reconstitución de los Gobiernos locales y reunión de una nueva Asamblea Constituyente.

La Unión no reconocía, sin embargo, la validez de la Asamblea disuelta en enero de 1918, a pesar de la insistencia del PSR en que lo fuese.

## La Unión en la primavera
En marzo, comenzaron los contactos con los representantes Aliados, especialmente con el embajador francés, Noulens y más tarde, tras el traslado de este a Vólogda, con el cónsul. Las negociaciones para lograr el respaldo Aliado las llevaron a cabo principalmente Nikolái Chaikovski, dirigente de los socialistas populares (NS), y Nikolái Avkséntiev, del PSR (SR). En mayo empezaron los contactos directos con los británicos, a través de su representante oficioso, Bruce Lockhart. En los contactos con este su principal representante fue el antiguo primer ministro del Gobierno Provisional, Aleksandr Kérenski, que insistió en viajar a Gran Bretaña para entrevistarse con los presidentes del Gobierno británico y francés. A pesar de la escasa simpatía por su plan de británicos y franceses, logró llegar a Múrmansk haciéndose pasar por Serbio y embarcar hacia Gran Bretaña, donde pasó el verano como representante de la Unión, aunque sin lograr entusiasmo alguno entre británicos, franceses o emigrados rusos.
En abril y mayo la Unión creció y aumentó sus actividades de propaganda. En Petrogrado la mayoría de miembros no eran políticos, sino militares pertenecientes a organizaciones clandestinas de oficiales. En Moscú, la Unión comenzó a publicar un periódico, Vozrozhdenie («Regeneración») en mayo. Las actividades de propaganda de la Unión recibieron la financiación tanto de grupos rusos como ciertas cooperativas con lazos con los socialrevolucionarios de derecha y socialista populares, como de los representantes Aliados en Rusia.
En junio comenzaron las conversaciones para coordinar las actividades de la Unión con el también antisoviético «Centro Nacional», formado principalmente por kadetes opuestos a la colaboración con Alemania y cada vez más alejados de su partido. Las dos organizaciones acordaron formar un directorio con poderes dictatoriales de tres miembros y repudiar la legitimidad de la asamblea constituyente de 1917. A pesar del acuerdo, las dos formaciones no se unieron. Las promesas de los representantes Aliados, realizadas sin respaldo de sus Gobiernos, de una amplia intervención a finales de junio y comienzos de julio hizo que las tres principales organizaciones clandestinas antibolcheviques, la Unión por la Regeneración de Rusia, el Centro Nacional y la Unión para la Defensa de La Patria y La Libertad de Sávinkov preparasen levantamientos para coincidir con ella y acabar así con el Gobierno de Lenin. Hubo una división oficiosa de territorios entre las organizaciones: el Centro, cercano al Ejército de Voluntarios, trasladó a sus principales miembros, cada vez más perseguidos en Moscú, al sur; la Unión por la Regeneración envió a los suyos al este, aprovechando el alzamiento de los checoslovacos, mientras que a la Unión de Sávinkov quedó asignada la toma de ciertas ciudades del norte.
En junio la Unión comenzó también a coordinar la formación de un nuevo Gobierno regional antisoviético en el Norte, con la colaboración de los Aliados, que planeaban un desembarco en los puertos septentrionales y deseaban contar con políticos rusos para formar un Gobierno provisional. Representantes de la Unión planearon además un alzamiento en Vólogda para facilitar el avance Aliado y el establecimiento del nuevo Gobierno en Arjánguelsk. Contaron para ello con el apoyo financiero británico. Finalmente se abandonó el plan de Vólogda por la escasez de apoyos y la Unión se concentró en tomar el control de los puertos del Norte, donde se encontraba Chaikovski coordinando la operación. Las fuerzas antibolcheviques en Arjánguelsk eran mínimas, pero la debilidad de los soviéticos permitió que el desembarco Aliado se realizase sin problemas. El estancamiento del avance Aliado hacia el Sur, el bloqueo de las rutas por los soviéticos y la falta de refuerzos a las escasas tropas Aliadas frustraron los planes de la Unión contrarrevolucionarios de la Unión.

## La Unión en el este
Durante el verano y el otoño de 1918 las actividades de la Unión se concentraron en el este de Rusia, desde el Volga al Pacífico y supusieron el principal esfuerzo para unificar las fuerzas opuestas a los soviéticos. La principal tarea de la Unión era la creación de la base administrativa y política que permitiese la victoria sobre los soviéticos.
Organizó la segunda conferencia de grupos antisoviéticos en Cheliábinsk en agosto de 1918 que llevó a la convocatoria de una conferencia mayor en Ufá en septiembre. Este fue la culminación de los esfuerzos de la Unión de coordinar a los diversos elementos antibolcheviques a través de la formación de un nuevo Gobierno ruso nacional. La conferencia debía unificar a los grupos y crear, según los deseos de la Unión, un directorio de pocos miembros. Tras cinco sesiones plenarias y largas discusiones entre delegaciones, la Unión logró finalmente crear el directorio ansiado y unir en teoría al Komuch y al Gobierno Provisional de Siberia (GPS), pero el resultado, lleno de cesiones, no ilusionó a los delegados y quedó en la incertidumbre. La subordinación del Directorio al GPS y su posterior eliminación en el golpe de Estado de noviembre que entregó el poder al almirante Kolchak supuso el fracaso de los esfuerzos unificadores de la Unión.

## La Unión en el sur
Tras su fracaso en el este, que supuso la victoria temporal de las fuerzas más reaccionarias de la oposición a los bolcheviques, los miembros de la Unión en el Sur trataron de reforzar las posiciones del ala más liberal y menos conservadora de los kadetes. Participaron en la Conferencia de Iaşi, en la que las fuerzas antibolcheviques pusieron de manifiesto su incapacidad para unirse. El fracaso de la conferencia privó de importancia política a la Unión, que se convirtió simplemente en una organización más de la multitud que aparecieron en este periodo, pero sin tareas relevantes ya.

## Fin
A finales de 1918 la Unión, así como el Centro Nacional, se disolvieron; el segundo fue neutralizado por la Cheka, mientras que gran parte de los miembros de la primera partieron al exilio. A mediados de 1919, los restos de la organización aún presentes en Moscú fueron arrestados.